# Ancien consulat d'Angleterre (Tunis)

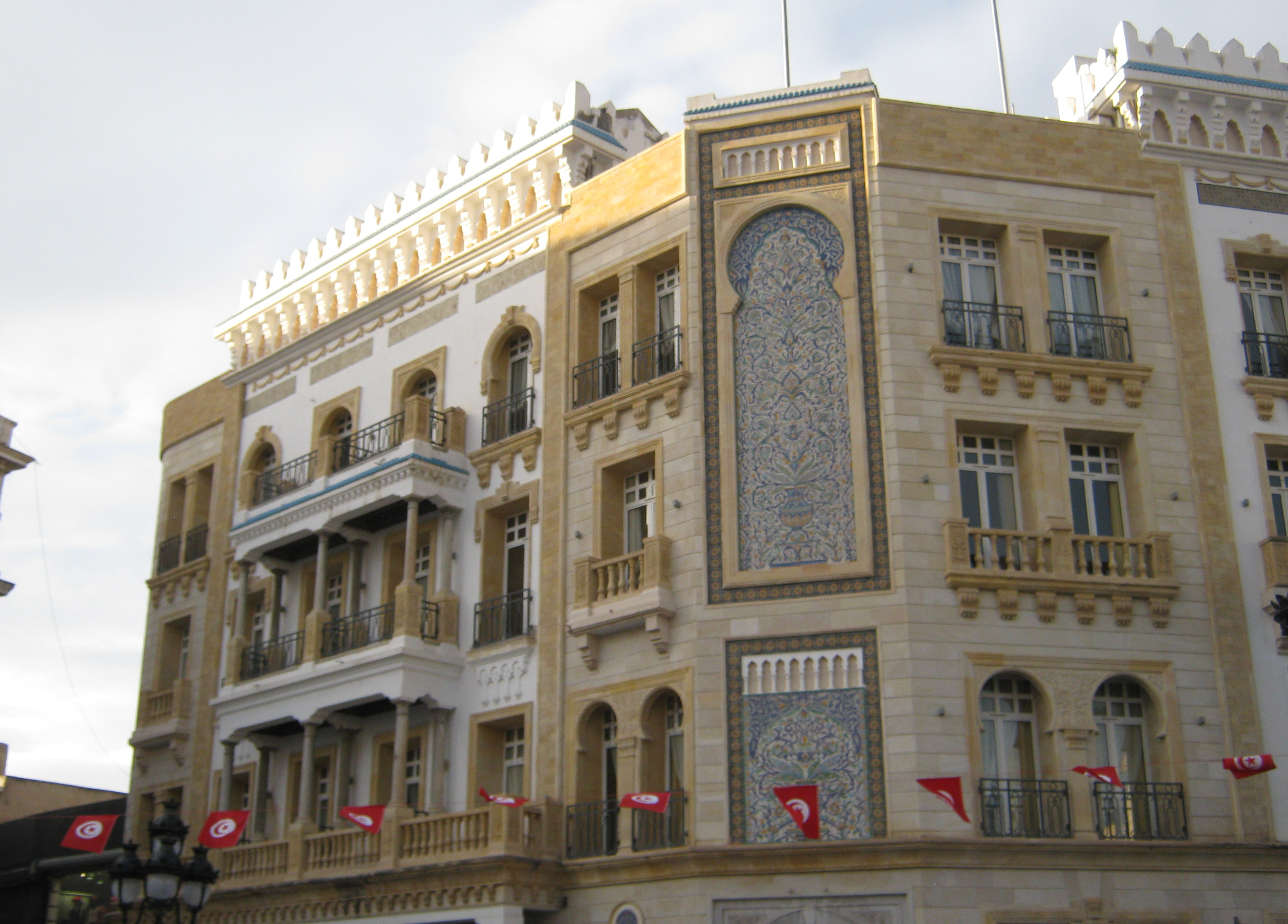
Vue du bâtiment en 2016

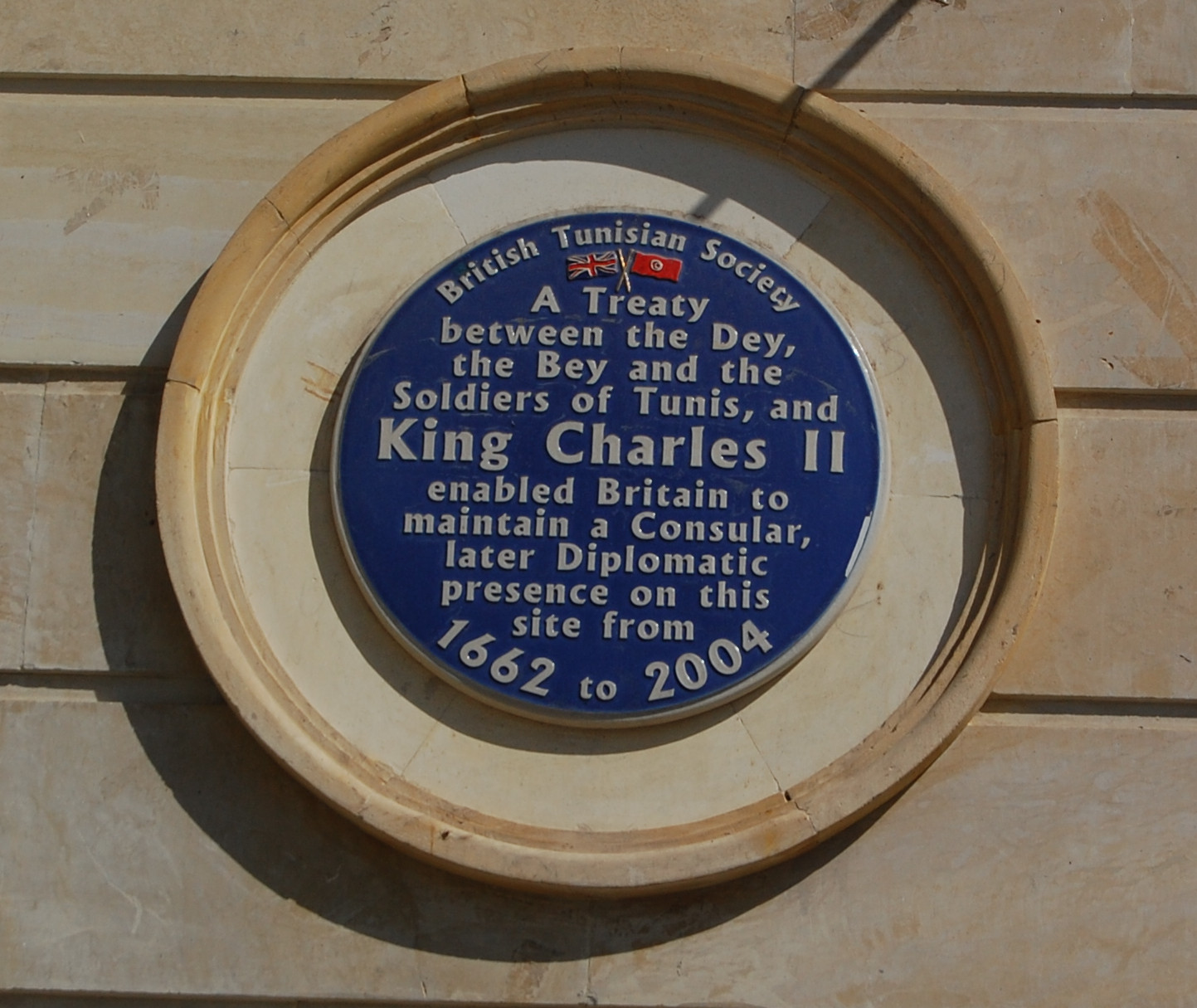
Plaque signalant les relations diplomatiques des deux pays

L'ancien consulat d'Angleterre est un bâtiment ayant abrité le consulat du Royaume-Uni en Tunisie, puis l'ambassade après l'indépendance du pays en 1956. Il est situé sur la place de la Victoire (ancienne place de la Bourse) à Tunis.

## Histoire
L'histoire des relations diplomatiques de la régence de Tunis et du Royaume-Uni débute en 1662, date de la signature d'un traité de paix et de navigation.
Le premier édifice du consulat est bâti au XVIIe siècle, avant d'être remplacé par un second de style européen au début du XIXe siècle.
En 1914, le bâtiment actuel est construit dans un style néo-mauresque.
En 2003, l'ambassade déménage aux Berges du Lac et le bâtiment est restitué à l'État tunisien.
En 2016, le bâtiment est transformé en hôtel sous le nom de Royal Victoria. 